# Oostenrijk op de Olympische Winterspelen 1980
Tijdens de Olympische Winterspelen van 1980, die in Lake Placid (Verenigde Staten) werden gehouden, nam Oostenrijk voor de dertiende keer deel.

## Medailleoverzicht
| Sport          | Olympiër                      | Discipline         | Medaille |
| -------------- | ----------------------------- | ------------------ | -------- |
| Alpineskiën    | Leonhard Stock                | afdaling (m)       | Goud     |
| Alpineskiën    | Annemarie Moser-Pröll         | afdaling (v)       | Goud     |
| Schansspringen | Anton Innauer                 | normale schans (m) | Goud     |
| Alpineskiën    | Peter Wirnsberger             | afdaling (m)       | Zilver   |
| Schansspringen | Hubert Neuper                 | grote schans (m)   | Zilver   |
| Alpineskiën    | Hans Enn                      | reuzenslalom (m)   | Brons    |
| Rodelen        | Georg Fluckinger Karl Schrott | dubbel             | Brons    |

## Deelnemers en resultaten

### Alpineskiën
| Olympiër              | Discipline       | Resultaat | Prestatie                       |
| --------------------- | ---------------- | --------- | ------------------------------- |
| Hans Enn              | reuzenslalom (m) | Brons     | 2.42,51 (+1,77) 1.20,31+1.22,20 |
| Hans Enn              | slalom (m)       | 4e        | 1.45,12 (+0,86) 53,70+51,42     |
| Werner Grissmann      | afdaling (m)     | 7e        | 1.47,21 (+1,71)                 |
| Christian Orlainsky   | reuzenslalom (m) | 13e       | 2.44,70 (+3,96) 1.21,92+1.22,78 |
| Christian Orlainsky   | slalom (m)       | dq-1      | diskwalificatie run 1           |
| Anton Steiner         | reuzenslalom (m) | 18e       | 2.45,76 (+5,02) 1.21,93+1.23,83 |
| Anton Steiner         | slalom (m)       | 7e        | 1.45,41 (+1,15) 54,56+50,85     |
| Leonhard Stock        | afdaling (m)     | Goud      | 1.45,50                         |
| Leonhard Stock        | reuzenslalom (m) | 26e       | 2.47,40 (+6,66) 1.22,97+1.24,43 |
| Leonhard Stock        | slalom (m)       | 18e       | 1.50,41 (+6,15) 56,43+53,98     |
| Harti Weirather       | afdaling (m)     | 9e        | 1.47,70 (+2,20)                 |
| Peter Wirnsberger     | afdaling (m)     | Zilver    | 1.46,12 (+0,62)                 |
| Ingrid Eberle         | afdaling (v)     | 6e        | 1.39,63 (+2,11)                 |
| Ingrid Eberle         | reuzenslalom (v) | 14e       | 2.47,42 (+5,76) 1.18,18+1.29,24 |
| Ingrid Eberle         | slalom (v)       | 13e       | 1.31,71 (+6,62) 45,21+46,50     |
| Annemarie Moser-Pröll | afdaling (v)     | Goud      | 1.37,52                         |
| Annemarie Moser-Pröll | reuzenslalom (v) | 6e        | 2.43,19 (+1,53) 1.15,64+1.27,55 |
| Annemarie Moser-Pröll | slalom (v)       | dnf-1     | opgave run 1                    |
| Cornelia Pröll        | afdaling (v)     | 22e       | 1.42,44 (+4,92)                 |
| Regina Sackl          | reuzenslalom (v) | dnf-1     | opgave run 1                    |
| Regina Sackl          | slalom (v)       | dnf-1     | opgave run 1                    |
| Lea Sölkner           | reuzenslalom (v) | dns-2     | niet gestart run 2              |
| Lea Sölkner           | slalom (v)       | dnf-1     | opgave run 1                    |

### Biatlon
| Olympiër                                             | Discipline             | Resultaat | Prestatie                                                                                            |
| ---------------------------------------------------- | ---------------------- | --------- | --- |
| Siegfried Dockner                                    | 20 km (m)              | 17e       | 1:14.35,28 (+6.18,97) pen.: 4 (0 / 1 / 0 / 3)                                                        |
| Alfred Eder                                          | 10 km (m)              | 23e       | 35.58,27 (+3.47,58) pen.: 4 (0 / 4)                                                                  |
| Alfred Eder                                          | 20 km (m)              | 24e       | 1:15.44,28 (+7.27,97) pen.: 4 (2 / 2 / 0 / 0)                                                        |
| Rudolf Horn                                          | 10 km (m)              | 28e       | 36.31,25 (+4.20,56) pen.: 5 (1 / 4)                                                                  |
| Rudolf Horn                                          | 20 km (m)              | 26e       | 1:16.03,83 (+7.47,52) pen.: 6 (0 / 3 / 1 / 2)                                                        |
| Franz-Josef Weber                                    | 10 km (m)              | 11e       | 34.25,28 (+2.14,59) pen.: 1 (0 / 1)                                                                  |
| Rudolf Horn Franz-Josef Weber Josef Koll Alfred Eder | 4x7,5 km estafette (m) | 6e        | 1:38.32,02 (+4.28,75) pen.: 4-11 (0-5 / 4-3 / 0-2 / 0-1) (23.59,95 / 25.56,99 / 24.37,12 / 23.57,96) |

### Bobsleeën
| Olympiër                                                           | Discipline                  | Resultaat | Prestatie                                               |
| ------------------------------------------------------------------ | --------------------------- | --------- | ------------------------------------------------------- |
| Franz Paulweber Gerd Zaunschirm                                    | 2-mansbob (m) Oostenrijk I  | 9e        | 4.13,90 (+4,54) (1.03,52 / 1.03,67 / 1.03,01 / 1.03,70) |
| Fritz Sperling Kurt Oberhöller                                     | 2-mansbob (m) Oostenrijk II | 7e        | 4.13,58 (+4,22) (1.03,58 / 1.03,64 / 1.03,13 / 1.03,23) |
| Fritz Sperling Heinrich Bergmüller Franz Rednak Bernhard Purkrabek | 4-mansbob (m) Oostenrijk I  | 4e        | 4.02,62 (+2,70) (1.00,75 / 1.00,77 / 1.00,41 / 1.00,69) |
| Walter Delle Karth Franz Paulweber Gerd Zaunschirm Kurt Oberhöller | 4-mansbob (m) Oostenrijk II | 5e        | 4.02,95 (+3,03) (1.00,91 / 1.01,12 / 1.00,25 / 1.00,67) |

### Kunstrijden
| Olympiër                           | Discipline | Resultaat | Prestatie              |
| ---------------------------------- | ---------- | --------- | ---------------------- |
| Claudia Kristofics-Binder          | vrouwen    | 7e        | pc. 60,0; 176,9 punten |
| Susi Handschmann Peter Handschmann | ijsdansen  | 11e       | pc. 96,0; 177,8 punten |

### Rodelen
| Olympiër                             | Discipline | Resultaat | Prestatie                                             |
| ------------------------------------ | ---------- | --------- | ----------------------------------------------------- |
| Gerhard Sandbichler                  | mannen     | 5e        | 2.57,451 (+2,655) (44,128 / 44,711 / 44,305 / 44,307) |
| Franz Wilhelmer                      | mannen     | 6e        | 2.57,483 (+2,687) (44,162 / 44,783 / 44,159 / 44,379) |
| Albert Graf                          | mannen     | 9e        | 2.58,023 (+3,227) (44,253 / 44,524 / 44,815 / 44,431) |
| Angelika Schafferer                  | vrouwen    | 7e        | 2.38,935 (+2,398) (39,411 / 40,249 / 39,731 / 39,544) |
| Christine Brunner                    | vrouwen    | 10e       | 2.39,823 (+3,286) (39,642 / 40,083 / 39,833 / 40,265) |
| Annefried Göllner                    | vrouwen    | 14e       | 2.41,636 (+5,099) (40,378 / 40,375 / 40,489 / 40,394) |
| Georg Fluckinger Karl Schrott        | dubbel     | Brons     | 1.19,795 (+0,464) (39,509 / 40,286)                   |
| Günther Lemmerer Reinhold Sulzbacher | dubbel     | 9e        | 1.20,503 (+1,172) (40,017 / 40,486)                   |

### Schansspringen
| Olympiër        | Discipline         | Resultaat | Prestatie                                            |
| --------------- | ------------------ | --------- | ---------------------------------------------------- |
| Alfred Gröyer   | normale schans (m) | 7e        | 245,3 punten 124,5 p. (85,5 m) + 120,8 p. (83,5 m)   |
| Anton Innauer   | normale schans (m) | Goud      | 266,3 punten 131,6 p. (89,0 m) + 134,7 p. (90,0 m)   |
| Anton Innauer   | grote schans (m)   | 4e        | 245,7 punten 126,2 p. (110,0 m) + 119,5 p. (107,0 m) |
| Armin Kogler    | normale schans (m) | 12e       | 234,8 punten 123,2 p. (85,0 m) + 111,6 p. (79,0 m)   |
| Armin Kogler    | grote schans (m)   | 5e        | 245,6 punten 123,7 p. (110,0 m) + 121,9 p. (108,0 m) |
| Johann Millonig | grote schans (m)   | 25e       | 208,9 punten 101,5 p. (97,0 m) + 107,4 p. (100,5 m)  |
| Hubert Neuper   | normale schans (m) | 6e        | 245,5 punten 116,7 p. (82,5 m) + 128,8 p. (88,5 m)   |
| Hubert Neuper   | grote schans (m)   | Zilver    | 262,4 punten 129,9 p. (113,0 m) + 132,5 p. (114,5 m) |

Andorra · Argentinië · Australië · België · Bolivia · Bondsrepubliek Duitsland · Bulgarije · Canada · China · Costa Rica · Cyprus · Duitse Democratische Republiek · Finland · Frankrijk · Griekenland · Groot-Brittannië · Hongarije · IJsland · Italië · Japan · Joegoslavië · Libanon · Liechtenstein · Mongolië · Nederland · Nieuw-Zeeland · Noorwegen · Oostenrijk · Polen · Roemenië · Sovjet-Unie · Spanje · Tsjecho-Slowakije · Verenigde Staten · Zuid-Korea · Zweden · Zwitserland